# 藤馬香
藤馬香（7月30日—），是日本漫畫家，小說插畫家。

## 作品
漫畫
- 惡魔的心理遊戲，全1冊。
- 害羞男孩，全1冊。
- 黑夜女神，全2冊。
- 紅異草紙（COMIC Crimson），全5冊。

小說插畫（集英社）

## 外部連結
- （日語）